# Sunipia virens
Sunipia virens är en orkidéart som först beskrevs av John Lindley, och fick sitt nu gällande namn av Peter Francis Hunt. Sunipia virens ingår i släktet Sunipia och familjen orkidéer.
Artens utbredningsområde är Arunachal Pradesh. Inga underarter finns listade i Catalogue of Life.